# 대러시아

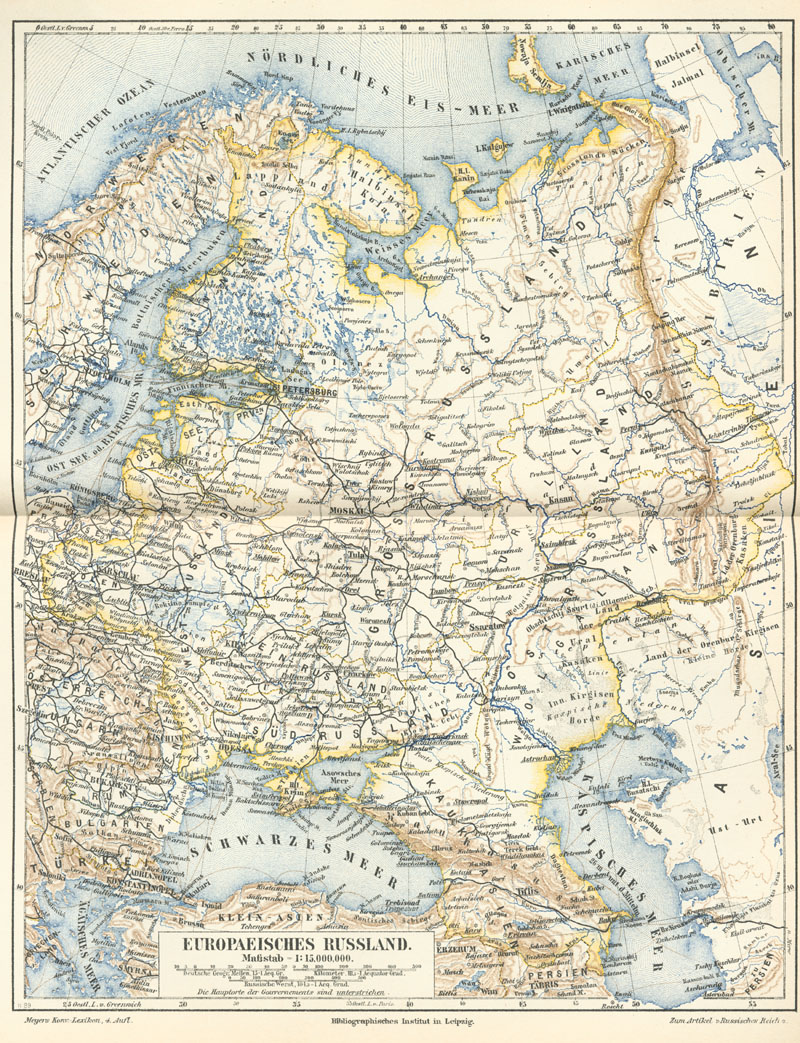
1880년대에 독일 마이어스 백과사전에 수록된 "유럽 러시아" 지도. 우랄산맥 이서의 "유럽 러시아" 가운데 옛 모스크바 대공국의 땅만 "대러시아"(Gross-Russland)로 표시되어 있다.

대러시아(러시아어: Великая Русь / Великая Россия / Великороссия 벨리카야 루시 / 벨리카야 로시야 / 벨리코로시야[*], 문화어: 대로씨야)는 "협의의 러시아(Russia proper)"라고 할 수 있는 영역으로, 오늘날의 러시아의 전신이 된 모스크바 대공국 시절의 핵심 영토에 해당한다.
러시아 제국의 주권자(군주)는 "대러시아", "소러시아(우크라이나)", "백러시아(벨라루스)" 이렇게 3러시아를 "전러시아"로 규정하고 "전러시아의 황제"를 호칭으로 사용했다.
비슷한 맥락에서 19세기 민족학자들은 대러시아어, 대러시아인이라는 개념을 사용했지만, 그 뒤로는 사용되지 않았다. 그럼에도 이 관념은 유지되어 소련이 성립된 뒤에도 우크라이나 SSR(소러시아)과 벨로루시 SSR(백러시아)은 유엔에도 소련(대러시아)과 따로 가입했다.
폴란드에서도 포즈난 일대의 북서부를 비엘코폴스카(대폴란드), 크라쿠프 일대의 남부를 마워폴스카(소폴란드)라고 한다.

## 같이 보기
- 소러시아
- 백러시아